# Pfarrhaus (Donaumünster)

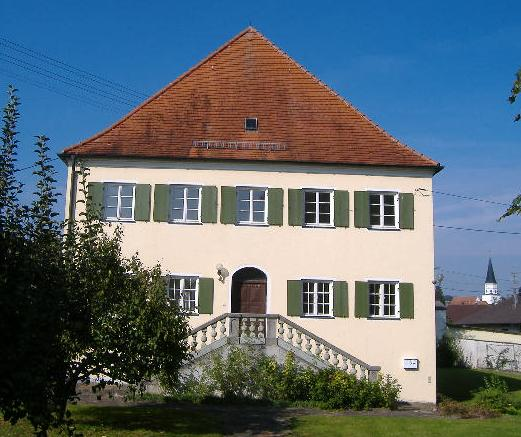
Pfarrhaus in Donaumünster

Das katholische Pfarrhaus in Donaumünster, einem Gemeindeteil von Tapfheim im Landkreis Donau-Ries im bayerischen Regierungsbezirk Schwaben, wurde 1772 durch das Kloster Heilig Kreuz in Donauwörth errichtet. Das Pfarrhaus an der Reichenbachstraße 4 ist ein geschütztes Baudenkmal.
Der zweigeschossige Walmdachbau mit fünf Fensterachsen und profiliertem Traufgesims besitzt eine zweiläufige Freitreppe im Süden, die mit steinernen Balustern versehen ist.